# 金镕
金镕，直隶天津（今天津市）人，清朝政治人物。举人出身。

## 生平
順天鄉試舉人。道光時任丹陽縣知縣。時值鴉片戰爭，英國軍隊佔領鎮江，金镕盡力籌劃防禦，城市安堵。道光二十六年（1846年）調青浦县知县。